# Церковь Святого Воскресения (Мбабане)
Церковь Святого Воскресения (Це́рковь Сурб Арутю́н; арм. Սուրբ Հարություն եկեղեցի) — храм Армянской апостольской церкви в городе Мбабане, столице Эсватини. Расположена в Пайн-Вэлли.

## Основатель церкви
Церковь основана Григором (Грикором) Дербеляном. Он родился в 1914 году в Айнтапе. Во время Геноцида армян мать с двадцатидневным младенцем Григором на руках пешком добиралась к мужу в Каир, после чего через несколько месяцев она скончалась. Григора воспитывала мачеха. Григор поступил в Американский университет в Каире. Потом около двенадцати лет проработал в Хартуме (Судан), где в то время была очень большая армянская община, затем начал работать в компании Olivetti в Йоханнесбурге. Будучи уже пенсионером Григор Дербелян обосновался в соседнем Свазиленде: по его словам, отдыхая с другом в тех краях, он случайно набрёл на чудесное место под названием Пайн-Вэлли (Сосновая долина) неподалёку от столицы страны — Мбабане, увидев которое, решил, что именно здесь хотел бы провести остаток своей жизни и быть похороненным на этой земле. В центре этой сосновой долины, ландшафты которой Григору напомнили Армению, он приобрёл 11 акров земли и возвёл небольшую армянскую церковь, после чего посадил там 1770 сосен и елей. Рядом с храмом протекает маленькая река, которую Григор назвал Аракс (по реке с таким же названием в Армении) и даже повесил небольшую табличку с этим названием.

## История
Строительство часовни продолжалось на протяжении четырёх лет — с 1985 по 1989 год. Около шестидесяти спонсоров пожертвовало средства на строительство церкви, включая представительство компании Olivetti в ЮАР, где долго работал Григор Дербелян.
13 января 2016 года король Мсвати III формально передал церковь под управление католикоса всех армян Гарегина II. В 2016 году армянская община Свазиленда, состоящая из восьми человек, приняла участие в церемониях в связи с передачей храма под управление католикоса.

## Описание
Храм небольшой, имеет два похожих друг на друга купола, один из которых является колокольней. Купола расположены по обеим сторонам здания и приводятся в движение электрическим мотором. Для строительства были использованы местные материалы. Задняя стена часовни, как бы, обволакивает гигантский камень, который служит основанием для алтаря, по аналогии с монастырём Гегард в самой Армении.
Как и подобает армянским церквям, храм имеет строгое, без следа вычурности, внутренне убранство, состоящее в основном из церковной утвари, икон и картин, привезённых из разных стран. Некоторые картины имеют надписи с греческими, кириллическими и латинскими текстами. На одной из картин есть цитата Библии на английском языке. Есть также изображение, сделанное из египетского папируса. Внутри также имеется небольшой хачкар и страусиное яйцо с ликом Иисуса Христа. Справа от алтаря находится высокий стул с подлокотниками, обитый по армянской традиции красным бархатом, а также украшенный лентами с армянским триколором. Слева от алтаря расположено небольшое помещение, в котором можно помолиться перед иконостасом или поставить свечку. Также в интерьере храма присутствуют нехарактерные армянским церквям элементы, например, скамейки для посетителей со специальными подставками, на которые прихожане могут встать коленями во время молитвы. Несмотря на удалённость «от цивилизации», церковь прошла обряд освящения по строгим армянским канонам и официально является храмом Армянской Апостольской церкви на территории Свазиленда. По утверждению Григора Дербеляна, в храм приезжает множество армян, чтобы провести крещения, венчания и другие обряды.